# Offizierskasino

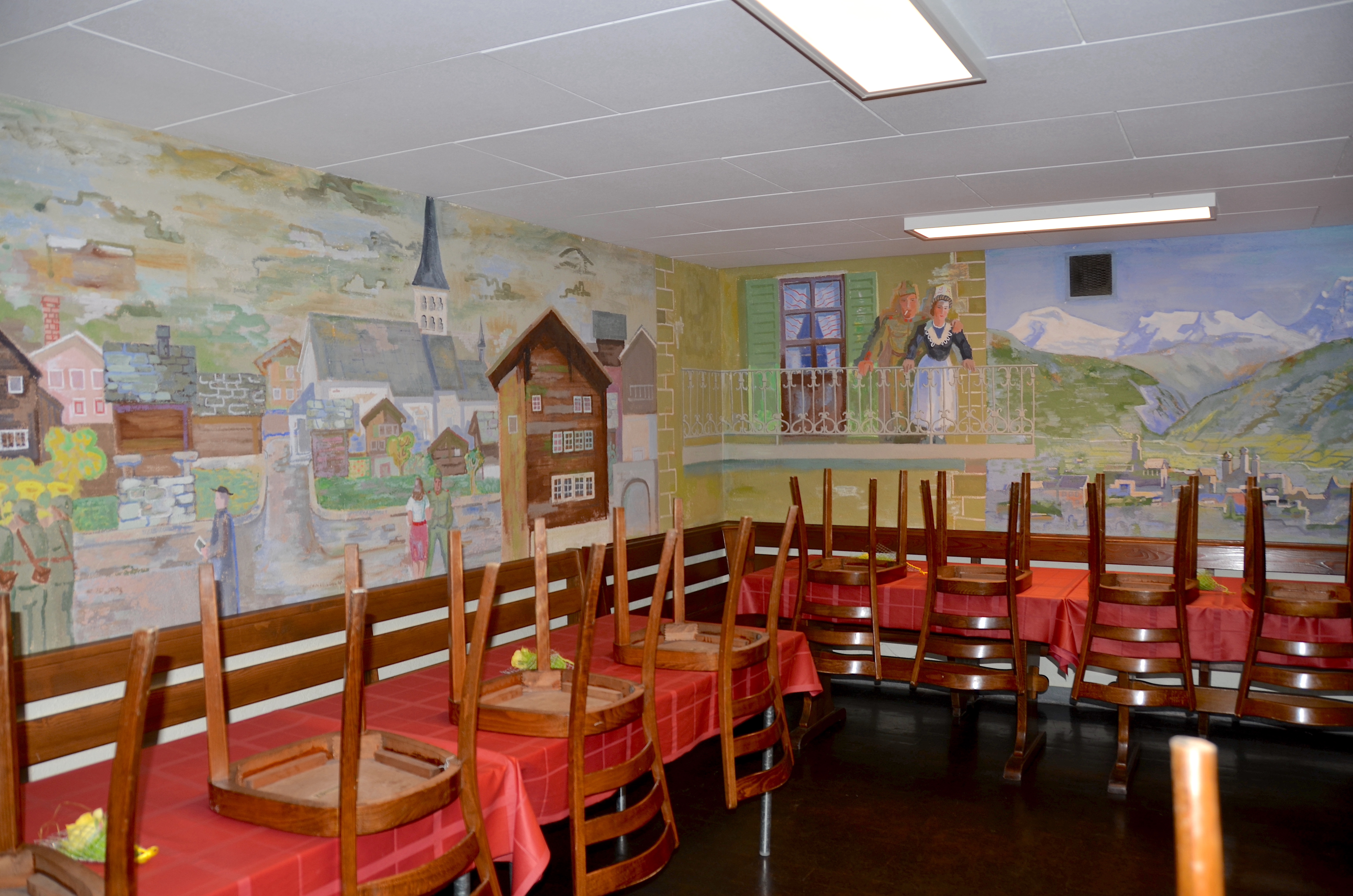
Offiziersmesse mit Wandmalereien im Artilleriewerk Naters (Schweiz)

Als Offizierskasino oder Offiziersmesse werden Räumlichkeiten des Militärs bezeichnet, in denen die Speise- und Aufenthaltsgelegenheiten des Führungspersonals betrieben werden. Neben den Räumlichkeiten für das Offizierskorps gibt es für die Unteroffiziere die bisweilen als Unteroffizierskasino bezeichneten Unteroffiziersmessen.

## Grundlagen
Das Offizierskasino ist eine Betreuungseinrichtung, zu der außer dem Personal nur Offiziere und vergleichbare Staatsbedienstete sowie Gäste Zutritt haben.
Messe ist ursprünglich der Speiseraum auf Schiffen, Kasino in italienischer Tradition eine gute Kantine. Durch die britische Tradition des Offiziersclubs fallen die beiden Begrifflichkeiten des Speise- und Aufenthaltsraumes im Deutschen zusammen.
Das Offiziersheim hat über einen Kantinenbereich hinaus normalerweise noch Lese- oder Fernsehräume. An großen Standorten sind manchmal auch Unterkünfte oder Gästezimmer vorhanden.
Die Ordonnanzen (Bedienung) werden gewöhnlich durch Soldaten gestellt, die Reinigung der Küche wird gelegentlich auch zivilen Angestellten übertragen. Je nach Größe des Offizierskorps werden auch hauptamtliche (zivile) Geschäftsführer und/oder Köche angestellt.
Der Zutritt ist im Allgemeinen  auf den „berechtigten Personenkreis“, also auf die entsprechenden Dienstgrade (und höher) beschränkt. Anlässlich besonderer Veranstaltungen, etwa Vorträgen, kann sich ein Offizierskasino auch breiter öffnen und sich auch an die Zivilgesellschaft richten. Zivile/militärische Feierlichkeiten, Hochzeiten, Verabschiedungen oder Bälle sind ebenfalls für größere Gästekreise.

## Deutschland

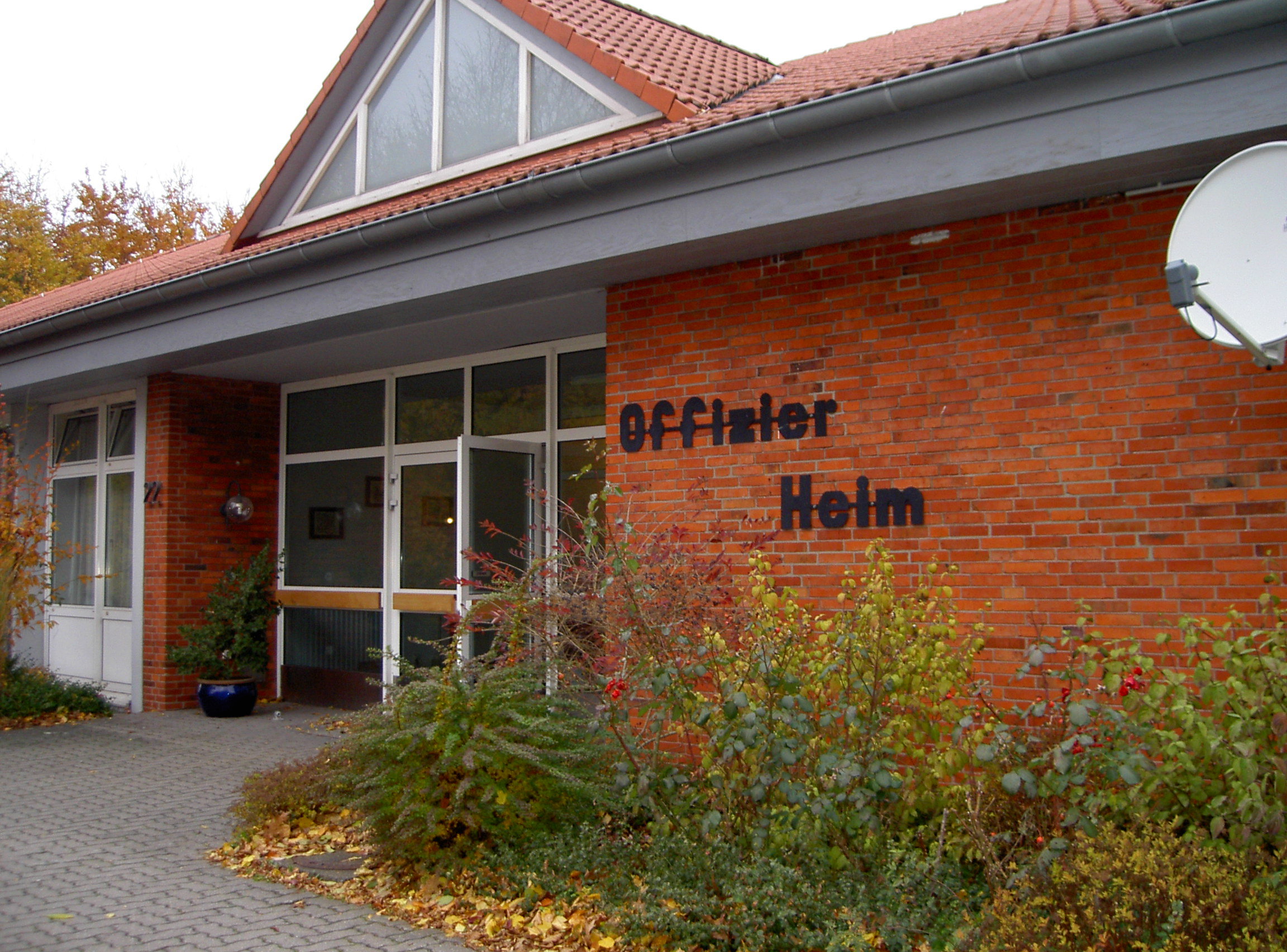
Offizierheim der Liliencron-Kaserne in Kellinghusen 2003.

Bei der Bundeswehr werden diese Einrichtungen als Offizierheime (ohne Fugen-S) bezeichnet, in der DDR wurde das Fugen-S verwendet. Umgangssprachlich werden sie von Soldaten häufig auch (unkorrekt) nach dem Trägerverein OHG (Offizierheimgesellschaft) genannt. Ein Offizierheim steht allen Mitgliedern der jeweiligen OHG, deren Familienmitgliedern und Gästen sowie allen Heimberechtigten nach Maßgabe der Satzung und Heimordnung offen. Das sind grundsätzlich aktive und pensionierte Offiziere und vergleichbare Beamte und Angestellte der Bundeswehr, vergleichbare Beamte und Angestellte von Bundes-, Landes- und Kommunalbehörden sowie Offiziere befreundeter Streitkräfte.
Der Heimbetrieb hat im Einklang mit der Zentralverfügung B2-1920/0-0-6 (ehemals ZDv 60/2) zu erfolgen. Ähnliche Einrichtungen sind auch für die Laufbahngruppen der Unteroffiziere (Unteroffizierheim/Unteroffizierheimgesellschaft UHG) und der Mannschaften (Mannschaftsheim), hier häufig durch einen Pächter betrieben, vorhanden. Zudem gibt es Soldatenheime.
Die Preise für Essen und Getränke sind meist günstig, da die Offiziere eines Standortes sich zum Zwecke der Bewirtschaftung zu einem zivilrechtlichen Verein ohne Gewinnerzielungsabsicht zusammenschließen und nur in größeren Heimen ziviles Personal angestellt wird. In manchen Offizierheimgesellschaften wird daher auf Mitgliedsbeiträge verzichtet.
Aus betrieblichen und wirtschaftlichen Gründen werden zunehmend Offizierheime und Unteroffizierheime zu einem gemeinsamen Heimbetrieb zusammengelegt oder zumindest mit einer gemeinsamen Küche betrieben.
Bei der Deutschen Marine werden Einrichtungen mit der gleichen Funktion Offiziermesse genannt.

## Andere Staaten

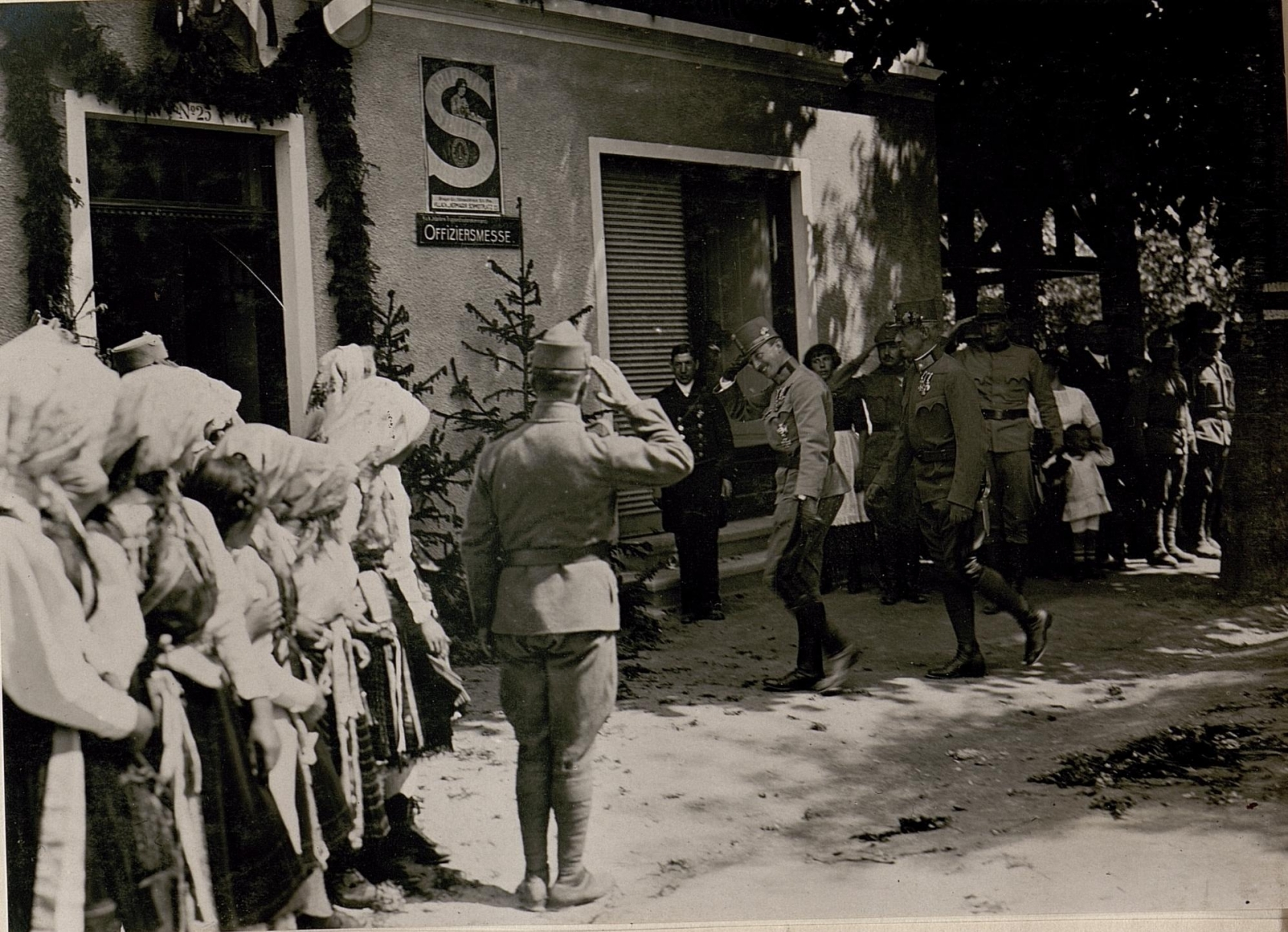
Karl I. (Österreich-Ungarn) bei einem Besuch in der Offiziersmesse in Hermagor (1917)

Bei den britischen und niederländischen Streitkräften werden diese auch als Messe bezeichnet. Die dort tätigen Soldaten im Service werden Pantry genannt.
Im österreichischen Bundesheer werden die Kellner als Ordonnanz bezeichnet. Sie sind in der Regel Rekruten bzw. Gefreite, die den 6 Monate andauernden Wehrdienst ableisten. Die Offiziere, Unteroffiziere, Chargen und Rekruten haben jeweils getrennte Räumlichkeiten. Für die Offiziere und Gäste gibt es das Offizierskasino, auch „Kasino“ genannt, für Unteroffiziere die Unteroffiziersmesse, auch kurz als Messe bezeichnet, und für die Rekruten und Chargen gibt es das Soldatenheim, umgangssprachlich „Soldheim“ bezeichnet.
In den französischen Streitkräften sind die Offizierskasinos normalerweise mit den Betreuungseinrichtungen der Unteroffiziere zu einem „cercle mixte“ verbunden.